# Marie Czastková
Marie Czastková (26. července 1885 Praha – ?) byla česká klavíristka a hudební pedagožka.

## Životopis
Marie byla absolventka klavírní třídy Jindřicha Káana z roku 1904. Na Pražské konzervatoři působila v letech 1910–1940. Jejím žákem byl mj. Miloslav Kabeláč.
V Praze XII bydlela na adrese Legerova 60.

## Dílo

### Klavírní koncerty
- F moll (opus 79) – Carl Maria von Weber. Praha: Spolek ku podporování chudých v Praze, 29. 4. 1904
- Polky E dur a Es dur – Bedřich Smetana. Praha: sál Měšťanské besedy, 28. 11. 1904
- Fis moll – Jindřich Káan. Praha: Plodinová burza, 3. 2. 1907
- C moll (opus 37) – Ludwig van Beethoven. Praha: Koncert Pražské konzervatoře, 19. 12. 1908
- Solfeggio – J. S. Bach; Vodníkova říše – J. Káan; XI. Rhapsodie – Ferenc Liszt. Praha: hotel Central, 11. 2. 1910
- Variace na Bachův motiv Weinen, Klagen; Etude de Concert Des; Pochod Rakoczyho – F. Liszt. Praha: hotel Central, 2. 3. 1911